# Xylopia odoratissima
Xylopia odoratissima är en kirimojaväxtart som beskrevs av Friedrich Welwitsch och Daniel Oliver. Xylopia odoratissima ingår i släktet Xylopia och familjen kirimojaväxter. Utöver nominatformen finns också underarten X. o. minor.